# Пригоди Алі-Баби і сорока розбійників
«Пригоди Алі-Баби і сорока розбійників» (гінді अलीबाबा और चलीस चोर,  Alibaba Aur 40 Chor) — радянсько-індійський художній фільм 1979 року за мотивами східних казок. Перша спільна робота радянського узбецького режисера Латіфа Файзієва і індійського режисера Умеша Мехри (другою їхньою спільною роботою став фільм «Легенда про любов» 1984 року).

## Сюжет
Фільм-казка з елементами мелодрами, комедії і мюзиклу за мотивами казок «1000 і однієї ночі». В основі — легенда про бідного дроворуба Алі-Бабу, який знайшов незліченні багатства в казковій печері розбійників, головна тема казки — конфлікт рідних братів: благородного і безкорисливого Алі-Баби з жадібним і дурним Касимом.

## У ролях
- Дхармендра — Алі-Баба́
- Хема Маліні — Марджина
- Ролан Биков — ватажок розбійників Абу Хасан/правитель Гульабада
- Закір Мухамеджанов — Юсуф, батько Алі-Баби
- Софіко Чіаурелі — Заміра, мати Алі-Бабыи'
- Якуб Ахмедов — Касим, брат Алі-Баби
- Зінат Аман — Фатіма
- Ходжадурди Нарлієв — Хамід
- Фрунзик Мкртчян — караванбаши Мустафа
- Хамза Умаров — Ахмед Зірвиголова
- Джавлон Хамраєв — Мухаммед-метальник ножів
- Олена Санаєва — дух печери
- Мадан Пурі — батько Фатіми
- Прем Чопра — раджа-самозванець Шамшир
- Пінчу Капур — раджа, батько Марджини
- Багадур Алієв — епізод

## Знімальна група
- Режисери — Латіф Файзієв, Умеш Мехра
- Сценаристи — Борис Сааков, Шанті Пракаш Бакши
- Оператори — Леонід Травицький, Пітер Перейра, Суннат Юлчієв
- Композитори — Володимир Мілов, Рахул Дев Бурман
- Художники — Емонуель Калонтаров, Бабурас Поддар